# ジェームズ・ウォン
ジェームズ・ウォン（James Wong、黄毅瑜、1959年4月20日 - ） は、アメリカ合衆国の映画監督、脚本家、映画プロデューサーである。

## 経歴
1959年4月20日、香港に生まれる。ロヨラ・メリーマウント大学を卒業した。
2000年、『ファイナル・デスティネーション』で長編映画監督デビューを果たす。2001年に『ザ・ワン』、2006年に『ファイナル・デッドコースター』を監督した。2009年、『DRAGONBALL EVOLUTION』を監督した。

## フィルモグラフィー

### 映画
- ブロークン・ジェネレーション/撲殺!射殺!極限の暴力少年たち The Boys Next Door （1985年） - 脚本
- ファイナル・デスティネーション Final Destination （2000年） - 監督・脚本
- ザ・ワン The One （2001年） - 監督・脚本・製作
- ウィラード Willard （2003年） - 製作
- ファイナル・デッドコースター Final Destination 3 （2006年） - 監督・脚本
- ファイナルデッドコール 暗闇にベルが鳴る Black Christmas （2006年） - 製作
- DRAGONBALL EVOLUTION Dragonball Evolution （2009年） - 監督

### テレビドラマ
- 21ジャンプストリート 21 Jump Street （1989年 - 1990年） - 脚本
- ザ・コミッシュ The Commish （1991年 - 1993年） - 脚本・製作
- X-ファイル The X-Files （1993年 - 2016年） - 監督・脚本
- 宇宙の法則 Space: Above and Beyond （1995年 - 1996年） - 脚本・製作
- ミレニアム Millennium （1996年 - 1999年） - 脚本・製作
- 霊能者アザーズ The Others （2000年） - 脚本・製作
- アメリカン・ホラー・ストーリー American Horror Story （2011年 - 2016年） - 脚本・製作
- ローズマリーの赤ちゃん ～パリの悪夢～ Rosemary's Baby （2014年） - 脚本